# Verein Deutscher Versicherungsbeamten
Der Verein Deutscher Versicherungsbeamten war eine Interessenvertretung der deutschen Versicherungsbeamten.

## Geschichte
Er wurde 1880 zunächst als Verein Berliner-Versicherungsbeamten gegründet. 1882 wurde das Wirkungsgebiet auf ganz Deutschland erweitert.
Laut Statistischem Jahrbuch der Stadt Berlin lagen 1895 die Einnahmen bei etwa 18.000 Reichsmark.
Der Verein gab ein Nachrichtenblatt heraus, die Mitteilungen des Vereins Deutscher Versicherungs-Beamten in Berlin und unterhielt eine Vermögensverwaltungsstelle als Aktiengesellschaft.
1912 wurde auf Betreiben u. a. des Vereins Deutscher Versicherungsbeamten in Berlin die Versicherungsfachschule ins Leben gerufen.
1919 hatte der Verein 1.345 Mitglieder.

## Vermögensverwaltungsstelle Aktiengesellschaft
1913 wurde die Vermögensverwaltungsstelle des Vereins Deutscher Versicherungsbeamten Aktiengesellschaft in Berlin gegründet. Gründer waren folgende Herren: Direktor Franz Müller, Berlin-Lichterfelde; Direktor Johannes Richter, Berlin-Steglitz; Leopold Richter, Berlin; Versicherungsbeamter Richard Strauss, Berlin-Friedenau und Hermann Kleinert, Berlin. Der Sitz war Waterloo-Ufer 19.
Zweck war die Verwaltung des Vermögens des Vereins Deutscher Versicherungsbeamten zu Berlin und die Vornahme aller irgendwie hiermit in Verbindung stehender Darlehens- und sonstiger Kreditgeschäfte, vor allem die Aufnahme von Darlehen und die Annahme von Spareinlagen sowie Gewährung von Darlehen an die Mitglieder des Vereins.
Die Unternehmensführung hatte 1913 folgendes Aussehen: Vorstand: Vorsitzender – Direktor Johannes Richter, Stellvertreter – Richard Strauss, Ernst Guddat; Aufsichtsrat: Vorsitzender – Leopold Richter, Berlin; Stellvertreter – Oscar Gilewicz, Berlin-Wilmersdorf; Direktor Franz Müller, Berlin-Lichterfelde; Hermann Kleinert, Berlin.